# К чёрту на рога
«К чёрту на рога» (итал. Quo vado?) — итальянская кинокомедия режиссёра Дженнаро Нунцианте.
Мировая премьера состоялась 1 января 2016 года.

## Содержание
Кекко служил в Управлении охоты и рыболовства. Но в министерстве решили сократить штаты. Тех, кто отказывался увольняться, посылали в командировку «к чёрту на рога».
Кекко не захотел расставаться со службой и начался полный приключений период в его жизни. В очередной раз Кекко отправили в Норвегию, где он встретил свою любовь.

## В ролях
- Кекко Дзалоне — Кекко
- Джулия Микелини — Марика
- Дино Аббреция — Альфредо
- Ивано Марескотти — отец Марики
- Соня Бергамаско — доктор Сирони
- Лино Банфи — сенатор Бинетто (в титрах не указан)
- Маурицио Микели — отец Кекко
- Людовика Модуньо – Катерина

## Кассовые сборы
Фильм собрал 65,3 миллиона евро, став самым кассовым итальянским фильмом всех времён.